# Сгоревший дом
Сгоревший дом или дом Катрос — жилой дом в Иерусалиме, разрушенный пожаром в 70 году нашей эры во время Иудейской войны, конец эпохи Второго храма.

## Открытие
После шестидневной войны 1967 года Еврейский квартал перешёл под управление Израиля и предстал в разрушенном виде после 19-летнего иорданского правления.
Восстановление квартала проходило параллельно с крупными археологическими работами в 1969—1982 под эгидой отделения археологии Еврейского университета и отдела древностей Израиля во главе с доктором Неманом Авидадом.
Дом был обнаружен в декабре 1969 года под слоем пепла и обломков. Раскопки продолжались с 4 января по 20 февраля 1970 года. Они показали, что найдена лишь небольшая часть жилого дома, остальная часть находится под существующими и в настоящее время жилыми домами Еврейского квартала.

## Находки
В доме среди прочих находок были найдены монеты, выпущенные в Иудее в 67—69 годах нашей эры, что и соответствует времени разрушения дома.
Площадь первого этажа составляет 55 квадратных метров, включает в себя внутренний двор, четыре комнаты, микву и кухню.
Стены сохранились на высоту 1 метр.
Они построены из камня и раствора, покрыты белой штукатуркой.
Также найдено много обгоревшей каменной посуды, что говорит о том, что в доме соблюдались законы ритуальной чистоты (каменная посуда, согласно еврейской традиции, всегда остаётся ритуально чистой).
Можно предположить, что в доме жила семья священника.
В каменных нагромождениях найдена каменная гиря.
На ней выбита надпись, говорящая о её принадлежности: «Собственность Катроса».
В соответствии с еврейским Талмудом, семья Катрос принадлежала к роду священников (коэним).
Кроме прочего, в раскопках найдены осколки стеклянной посуды, предназначавшейся для хранения благовоний.
Можно предположить, что в доме изготовляли ладан для храма.

## Значение
Это здание является свидетельством разрушения Иерусалима.
Это можно понять по камням, сильно обожжённым огнём, по остаткам обожжённого дерева и по слою пепла и копоти, которые свидетельствуют о разрушении и пожаре при захвате верхнего города римлянами.

## Музей
Дом находится в Еврейском квартале Старого города Иерусалима на глубине 6 метров ниже уровня улицы Тиверец Исраэль и является частью Археологического музея Воля.
Согласно описанию Иосифа Флавия, это был богатый район Иерусалима.
Из-за своей близости к Храму здесь проживали высшие чины города и священнослужители.
В настоящее время дом является музеем, расположенным на улице Караим в Еврейском квартале Старого города.
В музее демонстрируется 15-минутный фильм, который рассказывает о семье коэнов, которая предположительно жила в этом доме, и об их последних днях.
Музей и экспозиция в нём были спроектированы и построены по проекту архитектора Питера Богода, известного также по планированию реконструкции улицы Кардо в Старом Городе Иерусалима.